# Новая (приток Чепцы)
Новая — река в России, правый приток Чепцы (бассейн Волги). Протекает в Фалёнском районе Кировской области. Устье реки находится в 159 км по правому берегу Чепцы. Длина реки составляет 16 км, площадь бассейна — 73 км². Высота устья — 119 м над уровнем моря.
Исток реки на Верхнекамской возвышенности в 23 км к северо-западу от посёлка Фалёнки на границе с Зуевским районом. Река течёт на юг, всё течение проходит по ненаселённой, лесистой, холмистой местности. Притоки — Покосница (правый); Боровка, ручей Новый (левые). В среднем течении образует границу Фалёнского и Зуевского районов.
Впадает в Чепцу в 7 км к западу от села Низево.

## Данные водного реестра
По данным государственного водного реестра России относится к Камскому бассейновому округу, водохозяйственный участок реки — Чепца от истока до устья, речной подбассейн реки Вятка. Речной бассейн реки — Кама.